# Джамал Кембелл-Райс
Джамал Джуліан Кембелл-Райс (англ. Jamal Julian Campbell-Ryce, нар. 6 квітня 1983, Лондон) — ямайський футболіст, граючий тренер клубу «Колчестер Юнайтед U-23».
Народився в Ламбеті (один з районів Великого Лондона). Футбольну кар'єру розпочав 2001 року в клубі «Чарльтон Атлетик», після чого виступав за інші англійські клуби, в тому числі й «Ротергем Юнайтед», «Саутенд Юнайтед», «Барнслі», «Бристоль Сіті» та «Ноттс Каунті», а в 2014 році приєднався до «Шеффілд Юнайтед». Виступав за національну збірну Ямайки, оскільки батьки Джамала мають ямайське походження.

## Клубна кар'єра
Футбольну кар'єру розпочав у «Чарльтон Атлетик». У 2002 році переведений до першої команди, проте незабаром відправився в оренду до «Лейтон Орієнт» з Третього дивізіону. У 2003 році повернувся до «Чарльстона» й 12 квітня 2003 року дебютував у Прем'єр-лізі, в програному (0:1) виїзному матчі проти «Блекберн Роверз». Навесні 2004 року виступав в оренді у «Вімблдоні» у Першому дивізіоні, а влітку 2004 року — в «Честерфілд» (відзначився за клуб одним голом у Трофеї ФЛ у воротах «Максфілда»).
У 2004 році перейшов з «Чарльтона» у «Ротергем Юнайтед». У сезоні 2004/05 років разом з клубом вилетів до Першої ліги. У сезоні 2005/06 років «Ротергем Юнайтед» відправиви Джамала в оренду до «Саутенд Юнайтед», у складі якого півзахисник зіграв декілька матчів. Однак у клубі Кембелл-Райс грав мало, тому «Ротергем» вирішив достроково розірвати орендну угоду, після чого відправив Джамала в «Колчестер Юнайтед», щоб гравець зміг отримати регулярну ігрову практику.
Влітку 2006 року «Саутенд Юнайтед» та «Ротергем Юнайтед» домовилися про оренду Джамала. Обидва клуби за підсумками сезону 2005/06 років підвищилися в класі, а гравець по ходу сезону виступав за обидва клуби, тому отримав ексклюзивну можливість проїхатися на дахах одразу двох автобусів клубів-переможців.

### «Барнслі»
На початку серпня 2007 року «Саутенд Юнайтед» відхилив пропозицію про перехід Джамала до «Барнслі» за 250 000 фунтів стерлінгів, проте в останній день трансферного вікна клуби все ж домовилися про цей перехід, однак суму відступних вирішили не розголошувати.
Дебютним голом за «Барнслі» відзначився 29 грудня 2007 року (реалізував подачу з кутового) в нічийному (2:2) поєдинку проти «Саутгемптона». 26 січня 2008 року в поєдинку четвертого раунду Кубку Англії проти свого колишнього клубу, «Саутенд Юнайтед», відзначився переможним для Барнслі голом (1:0).
У жовтні підписав з клубом нову угоду, за якою повинен був виступати за «Барнслі» до літа 2011 року.
У лютому 2009 року на Гіллсборо відзначився дублем у воротах «Шеффілд Венсдей». 3 травня 2009 року відзначився голом у переможному (2:1) поєдинку проти «Плімут Аргайл», завдяки чому «Барнслі» зберіг своє місце в Чемпіоншипі.

### «Бристоль Сіті»
19 січня 2010 року Кембелл-Райс підписав 2,5-річний контракт з іншим представником Чемпіоншипу, «Бристоль Сіті», суму відступних сторони вирішили не розголошувати. Дебютував у новій команді 26 січня в програному (0:6) поєдинку проти «Кардіфф Сіті». Головний тренер «Бристоль Сіті» Кейт Міллен часто використовував Джамала на позиції флангового захисника у своїй улюбленій тактичній схемі 3-5-2. Дебютним голом за команду відзначився сайже через рік після переходу, в переможному (3:0) поєдинку проти «Кардіфф Сіті». Закріпився в команді та став гравцем основного складу, допоки його не витіснив Дерек Макіннс.
Для того, щоб отримати регулярну ігрову практику відправився в оренду до завершення сезону до складу представника Першої ліги «Лейтон Орієнт». Це був вже другий прихід Джамала до команди. Дебютував у новій команді 10 березня 2012 року в програному (0:2) поєдинку проти «Транмер Роверз», а дебюним голом за «Лейтон Орієнт» відзначився 28 квітня 2012 року в програному (1:2) поєдинку проти «Гартлпул Юнайтед». 1 травня 2012 року «Бристоль Сіті» надав Джамалу статус вільного агента.

### «Ноттс Каунті»
У липні 2012 року підписав 2-річний контракт з представником Першої ліги «Ноттс Каунті». У сезоні 2012/13 років зіграв 34 поєдинки в чемпіонаті, в яких відзначився 9 голами.

### «Шеффілд Юнайтед»
19 травня 2014 року підписав 2-річний контракт з «Шеффілд Юнайтед», який вступав в дію 1 червня 2014 року, по завершенні чинності угоди з «Ноттс Каунті»; «Ноттс Каунті» пропонував Кембелл-Райсу новий контракт, також мав пропозиції від інших клубів, проте зробив остаточний вибір на користь «Юнайтед». 26 лютого 2015 року відправився в оренду до завершення сезону до складу свого колишнього клубу, «Ноттс Каунті», проте «Шеффілд Юнайтед» зберіг за собою опцію дострокового повернення футболіста з оренди через 28 днів. Згодом «Юнайтед» скористалися цією опцією та відправили Джамала в оренду до завершення сезону в «Честерфілд», а згодом надали статус вільного агента.

### «Барнет»
У серпні 2016 року Джамал приєднався до «Барнета».

### «Карлайл Юнайтед»
1 лютого 2018 року підписав контракт до завершення сезону 2017/18 з клубом Другої ліги «Карлайл Юнайтед», про суму відступних сторони не повідомили. У команді виступав під керівництвом Кейта Карлі, який свого часу тренував «Ноттс Каунті» у період виступів Джамала в цьому клубі. Два дні по тому, 3 лютого 2018 року, дебютував у новому клубі, вийшовши на заміну в другому таймі програного (3:4) виїзного поєдинку проти «Вікем Вондерерз». За три місяці, проведених у команді, зіграв 9 матчів, після чого Джамал став вільним агентом.

### «Стівенідж»
29 травня 2018 року вільним агентом приєднався до «Стівеніджа» з Другої ліги. Пор завершенні сезону 2018/19 років залишив «Стівенідж» вільним агентом.

### «Колчестер Юнайтед»
19 серпня 2019 року приєднався до «Колчестер Юнайтед U-23» як тренер, окрім цього був зареєстрований і як гравець старшого віку.

## Виступи за збірну
У футболці національної збірної Ямайки дебютував 7 вересня 2003 року в програному (1:2) товариському матчі проти Австралії.У складі збірної був учасником розіграшу Золотого кубка КОНКАКАФ 2009 року у США, де зіграв два матчі: проти Канади (0:1) та Сальвадору (1:0).

## Статистика виступів

### Клубна
Станом на 5 січня 2019
| Клуб                         | Сезон             | Ліга              | Ліга  | Ліга | Кубок ФА | Кубок ФА | Кубок ліги | Кубок ліги | Інші  | Інші | Загалом | Загалом |
| Клуб                         | Сезон             | Дивізіон          | Матчі | Голи | Матчі    | Голи     | Матчі      | Голи       | Матчі | Голи | Матчі   | Голи    |
| ---------------------------- | ----------------- | ----------------- | ----- | ---- | -------- | -------- | ---------- | ---------- | ----- | ---- | ------- | ------- |
| «Чарльтон Атлетик»           | 2002–03           | Прем'єр-ліга      | 1     | 0    | 0        | 0        | 0          | 0          | ---   | ---  | 1       | 0       |
| «Чарльтон Атлетик»           | 2003–04           | Прем'єр-ліга      | 2     | 0    | 0        | 0        | 2          | 0          | ---   | ---  | 4       | 0       |
| «Чарльтон Атлетик»           | Загалом           | Загалом           | 3     | 0    | 0        | 0        | 2          | 0          | ---   | ---  | 5       | 0       |
| «Лейтон Орієнт» (оренда)     | 2002–03           | Третій дивізіон   | 17    | 2    | 0        | 0        | 2          | 1          | 0     | 0    | 19      | 3       |
| «Вімблдон» (оренда)          | 2003–04           | Перший дивізіон   | 4     | 0    | 0        | 0        | 0          | 0          | 0     | 0    | 4       | 0       |
| «Честерфілд» (оренда)        | 2004–05           | Перша ліга        | 14    | 0    | 0        | 0        | 1          | 0          | 1     | 1    | 16      | 1       |
| «Ротергем Юнайтед»           | 2004–05           | Чемпіоншип        | 24    | 0    | 1        | 0        | 0          | 0          | ---   | ---  | 25      | 0       |
| «Ротергем Юнайтед»           | 2005–06           | Перша ліга        | 7     | 0    | 0        | 0        | 0          | 0          | 0     | 0    | 7       | 0       |
| «Ротергем Юнайтед»           | Загалом           | Загалом           | 31    | 0    | 1        | 0        | 0          | 0          | 0     | 0    | 32      | 0       |
| «Саутенд Юнайтед» (оренда)   | 2005–06           | Перша ліга        | 13    | 0    | 2        | 0        | 0          | 0          | 1     | 0    | 16      | 0       |
| «Колчестер Юнайтед» (оренда) | 2005–06           | Перша ліга        | 4     | 0    | 0        | 0        | 0          | 0          | 0     | 0    | 4       | 0       |
| «Саутенд Юнайтед»            | 2006–07           | Чемпіоншип        | 43    | 2    | 3        | 0        | 4          | 0          | ---   | ---  | 50      | 2       |
| «Саутенд Юнайтед»            | 2007–08           | Перша ліга        | 2     | 0    | 0        | 0        | 1          | 0          | 0     | 0    | 3       | 0       |
| «Саутенд Юнайтед»            | Загалом           | Загалом           | 45    | 2    | 3        | 0        | 5          | 0          | 0     | 0    | 53      | 2       |
| «Барнслі»                    | 2007–08           | Чемпіоншип        | 37    | 3    | 5        | 1        | 0          | 0          | ---   | ---  | 42      | 4       |
| «Барнслі»                    | 2008-09           | Чемпіоншип        | 40    | 9    | 1        | 0        | 0          | 0          | ---   | ---  | 41      | 9       |
| «Барнслі»                    | 2009–10           | Чемпіоншип        | 13    | 0    | 1        | 0        | 3          | 0          | ---   | ---  | 17      | 0       |
| «Барнслі»                    | Загалом           | Загалом           | 90    | 12   | 7        | 1        | 3          | 0          | ---   | ---  | 100     | 13      |
| «Бристоль Сіті»              | 2009–10           | Чемпіоншип        | 14    | 0    | 0        | 0        | 0          | 0          | ---   | ---  | 14      | 0       |
| «Бристоль Сіті»              | 2010–11           | Чемпіоншип        | 31    | 2    | 1        | 0        | 1          | 0          | ---   | ---  | 33      | 2       |
| «Бристоль Сіті»              | 2011–12           | Чемпіоншип        | 17    | 0    | 0        | 0        | 1          | 0          | ---   | ---  | 18      | 0       |
| «Бристоль Сіті»              | Загалом           | Загалом           | 62    | 2    | 1        | 0        | 2          | 0          | ---   | ---  | 65      | 2       |
| «Лейтон Орієнт» (оренда)     | 2011–12           | Перша ліга        | 8     | 1    | 0        | 0        | 0          | 0          | 0     | 0    | 8       | 1       |
| «Ноттс Каунті»               | 2012–13           | Перша ліга        | 37    | 8    | 2        | 0        | 0          | 0          | 1     | 0    | 40      | 8       |
| «Ноттс Каунті»               | 2013–14           | Перша ліга        | 36    | 3    | 1        | 0        | 1          | 0          | 2     | 0    | 40      | 3       |
| «Ноттс Каунті»               | Загалом           | Загалом           | 73    | 11   | 3        | 0        | 1          | 0          | 3     | 0    | 80      | 11      |
| «Шеффілд Юнайтед»            | 2014–15           | Перша ліга        | 19    | 4    | 5        | 2        | 6          | 0          | 2     | 1    | 32      | 7       |
| «Шеффілд Юнайтед»            | 015–16            | Перша ліга        | 18    | 0    | 1        | 0        | 0          | 0          | 2     | 0    | 21      | 0       |
| «Шеффілд Юнайтед»            | Загалом           | Загалом           | 37    | 4    | 6        | 2        | 6          | 0          | 4     | 1    | 53      | 7       |
| «Ноттс Каунті» (оренда)      | 2014–15           | Перша ліга        | 4     | 0    | 0        | 0        | 0          | 0          | 0     | 0    | 4       | 0       |
| «Честерфілд» (оренда)        | 2015–16           | Перша ліга        | 9     | 2    | 0        | 0        | 0          | 0          | 0     | 0    | 9       | 2       |
| «Барнет»                     | 2016–17           | Друга ліга        | 32    | 1    | 0        | 0        | 0          | 0          | 0     | 0    | 32      | 1       |
| «Барнет»                     | 2017–18           | Друга ліга        | 24    | 4    | 1        | 0        | 2          | 0          | 0     | 0    | 27      | 4       |
| «Барнет»                     | Загалом           | Загалом           | 56    | 5    | 1        | 0        | 2          | 0          | 0     | 0    | 59      | 5       |
| «Карлайл Юнайтед»            | 2017–18           | Друга ліга        | 9     | 0    | 0        | 0        | 0          | 0          | 0     | 0    | 9       | 0       |
| «Стівенідж»                  | 2018–19           | Друга ліга        | 12    | 0    | 1        | 0        | 0          | 0          | 1     | 0    | 14      | 0       |
| «Колчестер Юнайтед»          | 2019–20           | Друга ліга        | 0     | 0    | 0        | 0        | 0          | 0          | 0     | 0    | 0       | 0       |
| Усього за кар'єру            | Усього за кар'єру | Усього за кар'єру | 491   | 41   | 25       | 3        | 24         | 1          | 10    | 2    | 550     | 47      |

1. 1 2 3 4 5 6  Матчі в Трофеї ФЛ
2. ↑  Матчі в Трофеї ФЛ